# اسماعیل فالکن
اسماعیل فالکن (انگلیسی: Ismael Falcón؛ زادهٔ ۲۴ آوریل ۱۹۸۴) بازیکن فوتبال اهل اسپانیا است.
از باشگاه‌هایی که در آن بازی کرده‌است می‌توان به باشگاه فوتبال هرکولس، باشگاه فوتبال اتلتیکو مادرید، باشگاه فوتبال آلکورکون، باشگاه فوتبال کوردوبا، باشگاه فوتبال سلتاویگو، باشگاه ورزشی تنریف، و باشگاه فوتبال اتلتیکو مادرید بی اشاره کرد.